# Christian von Maltzahn
Gerd-Christian (Gerardo Cristian Federico) von Maltzahn (* 28. Januar 1956 in Buenos Aires; † 3. April 1997 in Kremmen bei Berlin) gehörte in den späten 1970er-Jahren zur Gründergeneration der Schwulenbewegung.

## Leben
Seine Eltern waren Bernd Freiherr von Maltzahn (aus dem Zweig Vanselow) und Waltraut (geb. von Hagen). 1960 siedelte die Familie von Argentinien nach Cuxhaven in Deutschland über. Ab 1976 lebte Maltzahn in Berlin.
Dort studierte er Jura und war Schwulenaktivist in der Homosexuellen Aktion Westberlin (HAW), wo er an der Aktion Wir sind schwul. 682 Männer outen sich teilnahm.
Im November 1978 gründete er in Berlin zusammen mit Peter Hedenström, Michael Keim und Lothar Lang Deutschlands ersten schwulen Buchladen, die Prinz Eisenherz Buchhandlung, und zusammen mit Annick Yaiche die Firma „Buchimport Y&M“.
1981 gründete er zusammen mit seinem Partner Bruno Gmünder den Bruno Gmünder Verlag, 1982 gemeinsam mit Theo Düppe, Michael Föster und Bruno Gmünder das schwule Monatsmagazin TORSO sowie 1983 zusammen mit Annick Yaiche die Romanische Buchhandlung in Berlin.
Seit 1984 arbeitete er als literarischer Übersetzer aus dem Englischen und Französischen.
Von Maltzahn starb 1997 im Alter von 41 Jahren an den Folgen seiner AIDS-Erkrankung.
In einer im Februar 2021 veröffentlichten Vorstudie einer Aufarbeitungskommission, in der die Vernetzungen, Organisationsformen und Strukturen Pädokrimineller in Westberlin seit den 1970er-Jahren dargestellt werden, wird deutlich, dass Westberlin bis zur Wiedervereinigung das Zentrum pädosexueller Netzwerke war. In diesem Zusammenhang wird der Reiseführer Berlin von hinten, den Christian von Maltzahn 1981 gemeinsam mit Bruno Gmünder herausgab, mehrfach erwähnt.

## Schriften
- Bruno Gmünder, Christian von Maltzahn: Berlin von hinten. Lese- und Reisebuch für Schwule, Gays und andere Freunde. Gmünder, Berlin 1981, ISBN 3-9800578-0-1
- Charles Silverstein, Edmund White: Die Freuden der Schwulen. Übersetzt und überarbeitet von Gerd-Christian von Maltzahn. Gmünder, Berlin 1984, ISBN 3-924163-02-2. Originaltitel: The Joy of Gay Sex
- Andrew Holleran: Tänzer der Nacht. Übersetzt von Gerd-Christian von Maltzahn. Gmünder, Berlin 1985, ISBN 3-924163-06-5. Originaltitel: Dancer from the dance.
- Christian Pierrejouan: MS. Übersetzt von Gerd-Christian von Maltzahn. Gmünder, Berlin 1983, ISBN 3-9800578-6-0
- Andrew Holleran: Nächte auf Aruba. Übersetzt von Gerd-Christian von Maltzahn. Droemersche Verlagsanstalt Knaur, München 1986, ISBN 3-426-01363-0
- Denis Smadja: Positiv leben. Ratgeber für HIV-Positive, ihre Freunde und Familie. Übersetzt von Gerd-Christian von Maltzahn. Gmünder, Berlin 1993, ISBN 3-86187-003-7